# Nollmotzita
La nollmotzita és un mineral de la classe dels òxids. Va ser nomenada en honor de dos col·leccionistes de minerals alemanys: Markus Noller (nascut el 16 de maig de 1977), qui va descobrir aquest nou mineral com a col·leccionista i fotògraf, i Reinhard Motzigemba (nascut el 14 de novembre de 1952), qui el va recollir el 2016 com a suposada ianthinita a la mina Clara, a Alemanya. El nom «nollmotzita» combina les quatre primeres lletres dels seus cognoms.

## Característiques
La nollmotzita és un !!! de fórmula química Mg[U5+(U6+O₂)₂O₄F₃]·4H₂O. Va ser aprovada com a espècie vàlida per l'Associació Mineralògica Internacional l'any 2018, sent publicada per primera vegada el mateix any. Cristal·litza en el sistema monoclínic.
Els exemplars que van servir per a determinar l'espècie, el que es coneix com a material tipus, es troben conservats a les col·leccions mineralògiques del Museu d'Història Natural del Comtat de Los Angeles, a Los Angeles (Califòrnia) amb els números de catàleg: 66647, 66648 i 66649.

## Formació i jaciments
Va ser descoberta a la mina Clara, situada a la localitat de Wolfach, dins la regió de Freiburg (Baden-Württemberg, Alemanya), on es troba associada al quars, barita i fluorita. Es tracta de l'únic indret de tot el planeta on ha estat descrita aquesta espècie mineral.